# Буферная зона на севере Сирии
Буферная зона в Северной Сирии (англ. Northern Syria Buffer Zone) также известна как Зона безопасности (англ. Safe Zone) или Мирный коридор (англ. Peace Corridor) — демилитаризованная зона (ДМЗ), созданная на сирийско-турецкой границе в августе 2019 года. Буферная зона создавалась при участии Турции и США, с одной стороны, для предотвращения нападений курдских вооружённых формирований на приграничные районы Турции, а с другой стороны — для защиты районов проживания курдов от нападения турецкой армии. 22 октября 2019 года американцев сменили российские военные. 

## Причины
Сирийские демократические силы (СДС) принимают участие в Сирийской гражданской войне и служат вооруженными силами Автономной администрации Северной и Восточной Сирии . СДС складываются из многочисленных групп, наиболее известные из которых — YPG и YPJ и их политическая ветвь, PYD, которую Турция считает филиалом Рабочей партии Курдистана (PПK) , организации, которую Турция считает террористической и с которой она участвовала в вооруженном конфликте после разрыва мирных переговоров в 2015 году. По этой причине Турция считает все СДС ни чем иным, как расширением РПК. Это привело к тому, что Турция дважды выступала против СДС, сначала вторгшись в Северную Сирию, для предотвращения объединения разрозненных сил СДС, а позже начав полномасштабную атаку против СДС в Африне . В результате ряда операций Турция создала оккупационную зону на севере Сирии, ставшую целью восстания СДС. Президент Турции Реджеп Тайип Эрдоган часто выражал желание насильственно устранить СДС с сирийско-турецкой границы .
С другой стороны, СДС стал одним из главных сирийских союзников США в военной интервенции против ИГИЛ, что привело к тому, что американские войска размещались на территориях, контролируемых СДС, тем самым предотвращая турецкое вторжению. В то же время президент США Дональд Трамп выразил намерение отойти от гражданской войны в Сирии, сначала приказал отозвать все войска США из Сирии, но позже решил оставить небольшой контингент по желанию своих военных советников. Тем не менее, США стремятся поддерживать хорошие отношения с Турцией, которые до сих пор были напряжены отказом США в экстрадиции турецкого диссидента Фетхуллаха Гюлена (которого Турция обвиняет в попытке переворота 2016 года) и покупкой Турцией российских ракетных систем С-400, поскольку Турция считается ключевым членом НАТО на Ближнем Востоке .
Ранее между США и Турцией возникли разногласия вокруг города Манбидж, находящимся в зоне СДС, и Турция хотела очистить город от подразделений YPG. Результатом стала «дорожная карта Манбидж», которую составили Турция и США для вывода из города YPG. Дорожная карта, однако, так и не была реализована, и YPG не отреагировало на этот план. Турция обвинила США в том, что те затягивают и саботируют выполнение дорожной карты, пообещав никогда не заключать подобных соглашений в будущем.
Отношения между Турцией и СДС становились все более холодными в середине 2019 года, когда СДС объединила силы с сирийским правительством, и участвовала в небольших столкновениях с турецкими формированиями в Тель Рифат.

## Переговорный процесс

### Предварительные переговоры и начальный провал
Летом 2019 турецкий президент заявил, что Турция не может «больше ждать» и не потерпит дальнейшего присутствия SDF на турецко-сирийской границе. Он заявил, что если США не соглашаются на сделку, позволившую бы вывести СДC из этого региона, Турция в одностороннем порядке начнет полномасштабное вторжение на территории, где находятся СДС к востоку от реки Евфрат, установив оккупационную «зону безопасности» вдоль границы — в ответ руководство США заявило, что это «неприемлемо». Пока армия Турции собиралась вдоль границы, администрация Трампа решила начать переговоры с Турцией о создании «безопасной зоны», которая принципиально касалась присутствия СДС в Северной Сирии. Две стороны изначально не смогли договориться, сначала США предлагали глубокую зону 10-15 км под общим американо-турецким контролем, в то время как Турция требовала создание зоны глубиной 30-50 километров — глубокой зоны под единоличным турецким контролем.

### Достижение цели
7 августа 2019 Турция и США достигли общего соглашения, который мог бы предотвратить одностороннее вторжение Турции на север Сирии. Первые шаги включали создание «центра совместных операций», который бы координировал создание «коридора мира» вдоль сирийской стороны сирийско-турецкой границы, оставляя при этом детали о размерах и масштабах «коридора мира» неопределенными и неоднозначными.

### Первый патруль и расхождение во взглядах
8 сентября 2019, через несколько часов после того, как вооруженные силы Турции и Соединенных Штатов провели первый совместный патруль вблизи сирийского города Телла Абьяд, президент Эрдоган заявил о «постоянных разногласиях» с США по соглашению. По его словам, США «ищут безопасную зону для террористической организации», а не для Турции.

## Условия соглашения
В середине августа 2019 председатель Сирийских демократических сил заявил, что две стороны договорились об особенностях соглашения о зоне безопасности. Они были перечислены следующим образом:
- Буферная зона (которая также называется «безопасной зоной» или «коридором мира» некоторыми сторонами) будет создана в районах между реками Тигр и Евфрат (за исключением района Манбидж) на севере Сирии, общей площадью около 115 км² на границе между двумя странами.
- Зона будет глубиной 5 километров, тогда как в нескольких районах она будет углублена до 9-14 километров. Углублённая часть зоны будет располагаться между городами Серекано и Телла Абяда. На последнем этапе реализации соглашения, 14 км участок зоны может быть углублён ещё на 4 километра, достигнув 18 километров в самой глубокой точке. В рамках «пояса безопасности» регулярным подразделениям СДС (включая YPG и YPJ) будет разрешено оставаться на своих позициях, но они должны сложить все тяжелое вооружение. Никакие враждебные действия или акты агрессии не допускаются в буферной зоне.
- Силы YPG и YPJ полностью выйдут из 5-9-14 км буферной зоны, оставив районы, из которых они выводятся под контролем военных советов СДС и гражданским контролем Автономной администрации Северной и Восточной Сирии (последняя из которых обеспечивает статус-кво).
- Турецким разведывательным летательным аппаратам будет разрешено осуществлять наблюдение за зоной, но турецким боевым самолётам не разрешается входить в зону и осуществлять авиаудары .
- СДС будет поддерживать в нормальном состоянии пограничные укрепления, построенные вдоль сирийско-турецкой границы.
- США и Турция будут проводить совместные военные патрули вдоль буферной зоны, но не занимать территории. Отдельные турецкие патрули не разрешаются.
- Совместный американо-турецкий операционный центр будет осуществлять контроль за выполнением соглашения и координировать действия между двумя сторонами.
- Некоторые из сирийских беженцев, которые сейчас находятся в Турции, могут начать переселяться в районы буферной зоны.
- Турция воздерживается от любых вторжений в Северную Сирию.
- Турция не будет создавать никаких наблюдательных пунктов в Северной Сирии, как это было сделано в Идлибе. Все наблюдательные пункты должны быть построены на территории Турецкой Республики .

Позже СДС уточнили, что большая часть зоны будет включать сельские районы и военные позиции, но не охватывать города и поселки.

## Ход событий
14 августа 2019 турецкие наблюдательные беспилотники начали наблюдательные полеты над буферной зоной.
24 августа министр обороны Турции Хулуси Акар сообщил, что совместный турецко-американский оперативный центр полностью функционирует, добавив, что в этот же день начнутся совместные полеты вертолетов .
- Первый совместный полет американо-турецкого вертолета состоялся вскоре, на этом же вертолете летели два генерала, один из армии США и один из турецкой армии.[43][44]

- В тот же день СДС начали монтаж пограничных укреплений вдоль сирийско-турецкой границы под наблюдением США.[45][46]

26 августа президент Турции Реджеп Эрдоган заявил, что совместные турецко-американские патрули в пределах зоны начнутся «в скором времени».
27 августа вступил в действие первый этап запланированного вывода, подразделения YPG покинули свои позиции и вышли вместе с оружием из Тель Абяд и Серекани .
31 августа президент Турции предупредил, что Турция «осуществит собственные планы», если турецким солдатам не будет позволено контролировать буферную зону на Северной Сирии в течение двух-трех недель.
4 сентября военный совет СДС Рас-аль-Айн (в состав которой входили местные бойцы, призванные СДС) начала совместные патрулирования с американским персоналом по всему городу, после выхода штатных подразделений из района за неделю до этого. В то же время президент Турции назвал зону «ни что иное, как пустое название». Несмотря на заявление президента Турции, его представитель заявил, что Турция уже завершила свои подготовительные действия по реализации «американо-турецкого совместного оперативного плана». Сопредседатель исполнительного совета СДС заявил, что буферная зона «хорошо начинается», но настаивала на том, что Турция должна вывести свои войска с границы до того, как «воцарится покой».
5 сентября президент Турции выразил желание переселить 1000000 беженцев (из 3600000, проживающих в Турции в этот момент) в пределы буферной зоны. Он также угрожал «открыть ворота» и пусть все беженцы свободно эмигрируют в Западную Европу, если Турция не получит поддержки от Соединенных Штатов и Европейского Союза своих планов в буферной зоне. Затем он требовал, чтобы совместные американо-турецкие патрули в зоне начались до последней недели сентября.
8 сентября Вооруженные силы Турции и Соединенных Штатов провели первый совместный наземный патруль, начиная с периметра Телла Абьяд, недалеко от турецкого города Акчакале.
- В патрулях были задействованы шесть турецких бронемашин и несколько американских бронетанковых машин. Патруль отправился в контролируемой курдами базы, чтобы проверить её и обеспечить демонтаж траншей.[65]
- Сирийское правительство осудило старт совместных патрулей, заявив, что рассматривает их как грубое нарушение национального суверенитета и территориальной целостности.[66][67]
- Турецкий президент выразил недовольство буферной зоной, обвинив Соединенные Штаты в создании буферной зоны в пользу YPG, а не Турции.[68][69]

10 сентября министр иностранных дел Турции Мевлют Чавушоглу обвинил Соединенные Штаты в «задержке» имплементации зоны и подтвердил угрозу того, что Турция в одностороннем порядке вторгнется в Северную Сирию, если сочтет это необходимым. Также министр требовал расширить безопасную зону до 32 км, а не модель 5-9-14, которую на тот момент внедряли США и СДС.
12 сентября американские военные сообщили, что рассматривают предложение о направлении около 150 дополнительных групп в Северной Сирии попыткой «уменьшить напряжение» между СДС и Турцией. Однако представитель Пентагона заявил, что «позиция» США в Сирии останется «неизменной».
19 сентября американские военные продолжали вооружать силы YPG, несмотря на неоднократные предупреждения Турции. Министерство обороны Соединенных Штатов подтвердило, что продолжает поставлять оружие и транспортные средства СДС, заявив, что ежемесячно они сообщают Турции, какое вооружение и транспортные средства направляются курдам.
24 сентября военные США и Турции провели второй совместный наземный патруль в пределах буферной зоны.
9 октября в северной Сирии начинается активная фаза крупной боевой операции турецких войск «Источник мира».
23 октября вместо американцев сирийско-турецкую границу начала патрулировать российская военная полиция.
- Двум реактивным истребителям ВВС Турции F-16 было разрешено мирно летать над буферной зоной в рамках операции «Непоколебимая решимость» .[80][81]
- Президент Турции Реджеп Тайип Эрдоган выступил перед Генеральной Ассамблеей ООН, заявив, что 3 миллиона сирийских беженцев могут быть переселены в буферную зону, если она будет передвинута к Ракке и правительственному городу Дайр-эз-Заур .[82][83] Он также составил карту, на которой изобразил более глубокий «коридор» безопасности в Северной Сирии на 30 км — настаивая на немедленном расширения буферной зоны до этой отметки.[84][85]
- Сирийские демократические силы отклонили заявление президента Турции, считая предложенный им план переселения 3 миллионов беженцев как форму демографической войны и «этнической чистки».[86]

1 ноября прошло первое совместное патрулирование границы российско-турецкой автоколонной. За несколько часов броневики прошли 110 км, иногда углубляясь на территорию Сирии до 7 км. По завершении миссии турецкие военные вернулись домой. 
5 ноября состоялось второе совместное патрулирование границы. По 2 бронеавтомобиля от России и Турции стартовали у пункта перехода Кобани и преодолев 160 км, вышли к турецкой территории близ Тель-Абьяда. Одновременно с этим, сирийская армия начала патрулировать северо-восточный участок границы, базируясь на Эль-Камышлы. 
Первые месяцы 2020 года были ознаменованы многочисленными стычками российских патрулей с остатками американских гарнизонов на севере Сирии. Американские бронеавтомобили стремились заблокировать продвижение российской военной полиции по трассе М4. На помощь сухопутным войскам были вызваны вертолёты ВКС РФ с авиабазы Рас-эль-Айн.
Начало 2022 года характеризуется организованными вылазками про-иранских шиитских отрядов против американских военных баз в Сирийском Курдистане.

## Реакция

### Международная
- Сирия — Сирийское правительство решительно осудило и категорически отклонило соглашение, назвав его «вопиющей атакой» на национальный суверенитет нации, а также нарушением международного права .[25][95]
- Иран — осудил соглашение, считая её «провокационным и тревожным шагом», который, по её мнению, нарушает принципы международного права и Устава Организации Объединённых Наций .[38][96]
- США — Посольство США в Турции обнародовало заявление, в котором отметило, что военные делегации США и Турции встретились и договорились работать вместе для решения проблем безопасности Турции.[97]
- Дания — Незадолго до того, как должны начаться совместные американо-турецкие наземные патрули в пределах зоны, Дания объявила, что направит войска и медицинский персонал в районы, находящиеся под контролем Северной Сирии, назвал это ходом оказания помощи СДС и "остаткам сил США в их борьбе против ИГИЛ.[98][99] Министерство обороны США приветствовало это сообщение.[100]
- Турция — Министр иностранных дел Турции Мевлют Чавушоглу предупредил, что Турция не позволит внедрению буферной зоны «задержаться», и предупредил, что Турция не допустит повторения свободного дорожного проезда в Манбидж . Далее Чавушоглу призвал очистить буферную зону от «террористов YPG».[101][102]

- Россия — Россия предупредила, что считает усилия по разделению северо-восточной Сирии недопустимыми, и добавила, что любая законная сделка потребует одобрения сирийского правительства. Россия призвала к диалогу между сирийским правительством и Рожавою как средству предотвращения расчленения Сирии.[38] Однако через несколько недель во время визита президента Турции Реджепа Тайипа Эрдогана в Москву президент России Владимир Путин выразил самую горячую поддержку буферной зоне, заявив, что Турция несет на себе «огромный набор беженцев» и имеет «законные опасения» по поводу безопасности своих южных границ.[103] Министр иностранных дел России Сергей Лавров прокомментировал, что Россия «всегда поддерживает» соглашения о деэскалации, но настаивал на том, что все такие договоренности «уважают суверенитет и территориальную целостность Сирии, а также права арабских племен, которые традиционно проживают вокруг Евфрата».[104]

### Негосударственные группы и организации
- Сирийские демократические силы — объявили о поддержке соглашения, заявив, что они готовы поддержать её реализацию и «помогут, чтобы обеспечить успех усилий по достижению взаимопонимания… с турецким государством».[105][106] В то же время сопредседатель департамента иностранных отношений Сирийской Демократической Рады заявил, что СДС не будет терпеть никаких наступательных действий турецких войск, ни их союзных вооруженных формирований.[107]
- Сирийская оппозиция — сирийская оппозиция, среди которой Турция является одним из крупнейших сторонников, поддержала турецкую позицию, требуя расширить безопасную зону до 30-40 километров. Временное правительство оппозиции Сирии стремилось однажды контролировать зону, заявив, что у них есть три файла по 120 страниц, с задокументированным планом управления зоной, на случай если им придётся решать эту задачу в будущем.[38]